# Mikropartikel
Mikropartiklar är partiklar med storlek mellan 0,1 och 100 μm. Mikropartiklar har ett mycket större förhållande mellan yta och volym än i makroområdet och således kan deras beteende vara helt annorlunda. Till exempel kan metallmikropartiklar vara explosiva i luft. Mikrosfärer är sfäriska mikropartiklar och används där konsekvent och förutsägbar partikelyta är viktig.
Mikropartiklar finns naturligt som exempelvis pollen, sand, damm, mjöl och pulveriserat socker. Kommersiellt tillgängliga mikropartiklar finns i en mängd olika material, såsom keramik, glas, polymerer och metaller.
I biologiska system är mikropartiklar små membranbundna blåsor som cirkulerar i blodet som har knoppats av från celler i blodbanan, såsom blodplättar och endotelceller. Dessa mikropartiklar kallas även mikrovesiklar. Mikropartiklarna behåller modercellens egenskaper så som sammansättningen av membranbunda proteiner. De bär därför på användbar information och kan detekteras och karakteriseras med hjälp av flödescytometri. Mängden mikropartiklar i blodbanan förändras i många sjukdomstillstånd som diabetes, kronisk njursjukdom, preklampsi, med mera och kan därför användas som biomarkörer för sjukdom .

## Applikationer
Kontrastmedel för ultraljudsundersökningar kan innehålla mikropartiklar av galaktos, mikrosfärer av humant albumin och mikrosfärer av fosfolipider. Tandkrämer som utlovar vitare tänder brukar ha "whitening" i namnet och kan innehålla mikropartiklar som polerar eller slipar bort missfärgningar på tänderna. Även vissa rengöringsmedel anges innehålla mikropartiklar.

### Notförteckning
1. ↑  Martinsson, Björn (1 november 2016). [mikropartiklar ”Mikropartikel avslöjar risk för propp?”]. Vetenskap & hälsa. Medicinska fakulteten vid Lunds universitet, Malmö högskola och Region Skånes sjukvårdsförvaltningar. mikropartiklar. Läst 8 november 2017.
2. ↑  Burger, Dylan; Schock, Sarah; Thompson, Charlie S.; Montezano, Augusto C.; Hakim, Antoine M.; Touyz, Rhian M. (2013-04-01). ”Microparticles: biomarkers and beyond” (på engelska). Clinical Science 124 (7):  sid. 423–441. doi:10.1042/CS20120309. ISSN 0143-5221. https://portlandpress.com/clinsci/article/124/7/423/69134/Microparticles-biomarkers-and-beyond. Läst 14 september 2020.
3. ↑  ”Cif Cream Lemon”. Unilever. https://pioti.unilever.com/PIOTI/SV/p4.asp?selectCountry=SE&language=SV&productid=3056770797. Läst 8 november 2017.

### Källförteckning
Den här artikeln är helt eller delvis baserad på material från engelskspråkiga Wikipedia, Microparticle.